# Krepis

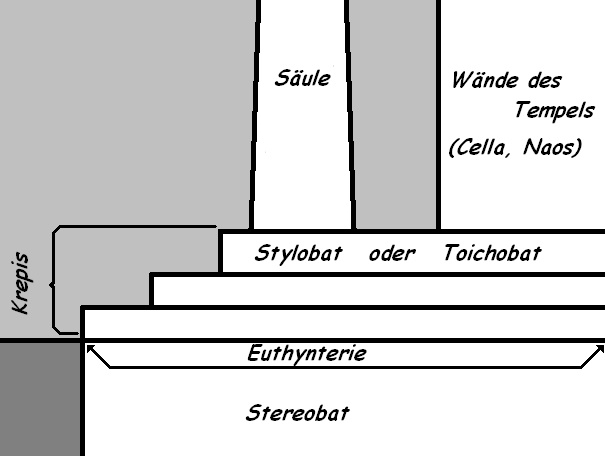
Der Unterbau des griechischen Tempels

Als Krepis (fem.; altgriechisch κρηπίς „Schuh, Basis, Fundament“), auch Krepidoma (neutr.; κρηπίδωμα „Grundlegung, Basis“), wird der Stufenunterbau des griechischen Tempels bezeichnet.
Die Krepis liegt auf der Euthynterie auf, der geglätteten obersten Schicht des Fundamentes, auch als Stereobat bezeichnet. Seit der Zeit der griechischen Klassik umfasst die Krepis meist drei Stufen. Die oberste ist dabei, um sie zu betonen, oft etwas höher als die unteren Stufen. Je nach Bauzusammenhang kann die oberste Stufe unterschiedlich angesprochen werden. Stehen auf den Plattenreihen der obersten Stufe Säulen – beispielsweise bei einem Ringhallentempel, Peripteros – werden sie als Stylobat bezeichnet. Bei Tempeln ohne Ringhalle hingegen trug die oberste Stufe der Krepis auch die unterste Wandschicht. Daher wird sie bei Antentempeln oder Doppelantentempeln auch als Toichobat bezeichnet.